# Pohořské rašeliniště
Pohořské rašeliniště je přírodní památka v okrese Český Krumlov. Nachází se v Novohradských horách, podél levostranného přítoku Pohořského potoka, 1,5 km severozápadně od Pohoří na Šumavě. Je součástí evropsky významné lokality Pohoří na Šumavě a ptačí oblasti a přírodního parku Novohradské hory.

## Předmět ochrany
Předmětem ochrany je soubor rašelinných lesů s významnou rašelinnou flórou a menší plochy bezlesí. Ložisko rašeliny překrývá žulové podloží (weinsberský typ žuly moldanubického plutonu na většině plochy přírodní památky a má mocnost až 2,7 m.

## Přírodní poměry
Rašeliniště pokrývají podmáčené rohozcové smrčiny a zakrslé rašelinné smrčiny, na nepodmáčených stanovištích rostou kulturní smrkové porosty. V bylinném patře dominuje třtina chloupkatá (Calamagrostis villosa) a roztroušeně rostou kapraď rozložená (Dryopteris dilatata), brusnice borůvka (Vaccinium myrtillus), sedmikvítek evropský (Trientalis europaea), dřípatka horská (Soldanella montana), starček hercynský (Senecio hercynicus), v rašelinných smrčinách ještě ostřice zobánkatá (Carex rostrata) a suchopýr pochvatý (Eriophorum vaginatum). V mechovém patru rašelinných smrčin dominují rašeliníky, zejména rašeliník křivolistý (Sphagnum fallax) a rašeliník ostrolistý (Sphagnum capillifolium), rašeliník statný (Sphagnum russowii), v podmáčených smrčinách rašeliník Girgensohnův (Sphagnum girgensohnii), ploník obecný (Polytrichum commune) a rohozec trojlaločný (Bazzania trilobata). Ve východní části území se nachází menší vrchovištní rašeliniště s porosty rašelinné kleče, v jejichž bylinném patru se navíc vyskytují kyhanka sivolistá (Andromeda polifolia), ostřice chudokvětá (Carex pauciflora), černýš luční (Melampyrum pratense), klikva bahenní (Vaccinium oxycoccos), vlochyně bahenní (Vaccinium uliginosum). Do chráněného území patří i menší plochy horských luk a pastvin, v nichž rostou starček potoční (Tephroseris crispa), pleška stopkatá (Willemetia stipitata), ostřice ježatá (Carex echinata), smilka tuhá (Nardus stricta), svízel horský, prha arnika (Arnica montana), hadí kořen větší (Bistorta major).
Z fauny je významný výskyt dvou druhů střevlíčků Pterostichus illigeri a Pterostichus pumilio, kteří byli v Česku zaznamenáni pouze na Šumavě a v Novohradských horách. Z ptáků se zde vyskytují druhy typické pro smrčiny – především králíček obecný, sýkora uhelníček, červenka obecná a dále běžné lesní druhy pěnkava obecná, pěnice černohlavá a střízlík obecný.